# 吉高由里子
吉高由里子（日语：／ Yoshitaka Yuriko，1988年7月22日—），日本女演員，日本东京都世田谷區出身。

## 經歷
2006年在園子溫執導的《紀子出租中》飾演島原由佳，初登銀幕便奪下第28屆「橫濱電影節」新人獎。。
2007年9月發生車禍下顎嚴重骨折，住進加護病房5天，住院時迷上金原睛寫的芥川龍之介獎得獎小說《蛇信與舌環》，導演蜷川幸雄將其拍成電影，由里子在片中嘗試初次裸露、SM性虐等過激戲碼。
2008年吉高由里子憑主演電影《蛇信與舌環》嬴得第51回藍絲帶新人賞與第32屆日本奧斯卡新人俳優賞。主演電影《夕陽下的少女》、主演電視劇《和紺野一起玩吧》，參演電視劇《明天的喜多善男》和《太陽與海的教室》。
2009年1月16日，參演電視劇《Love Shuffle》。4月14日，參演的電視劇《白色之春》。10月在富士電視台月9電視劇《東京DOGS》飾演松永由岐。
2010年7月在日本電視台電視劇《美丘》首次主演，飾演峰岸美丘。
2011年10月17日，與香里奈、大島優子合作出演的電視劇《我無法戀愛的理由》。
2013年，與福山雅治合作出演《神探伽利略2》。
2014年，首次主演NHK晨間劇《花子與安妮》，備受好評，並憑藉此劇獲得了第82回日劇學院賞最佳女主角。
2017年，主演NTV水十檔期播出的新劇《東京白日夢女》。
2018年，主演NTV電視劇《正義之凜》。
2019年，首次主演TBS電視台電視劇《我要準時下班》，飾演只準時下班原則的東山結衣，劇中職場的潛規則，引起打工仔的共鳴，憑此劇在第101回日劇學院賞二度贏得主演女優賞。
2021年，二度主演TBS電視台電視劇《最愛》，飾演新藥開發的「真田健康」代表社長，也是連環殺人事件的重要證人，劇中在大學時期及出社會時期的際遇轉變，引起觀眾及評論家的好評，憑此劇在第110回日劇學院賞三度贏得主演女優賞。
2023年，確定演出2024年日本放送協會大河劇《致光之君》中的女主角紫式部。成為繼松嶋菜菜子，宮崎葵，井上真央之後，第四位擔任主演及第三位單獨主演NHK晨間劇及NHK大河劇的演員。

## 軼聞
- 本名未公開。最初在「Assist」事務所時代，以早瀨由里子之名活動。
- 與女演員森寬和、大島優子、諧星近藤春菜關係良好。
- 左撇子。
- 喜歡的西服品牌是MOUSSY、PAGEBOY。
- 喜歡的顏色是黑色和深紫色。
- 喜歡吉卜力工作室的動畫，尤其是《天空之城》。
- 高中二年級時開始上函授學校，同學很少，與老師進行一對一授課。
- 她認為在《重力小丑》和她共同演出的加瀨亮像是哥哥一樣。
- 由於父親出身廣島，她能操廣島腔和大阪腔；家裡做的御好燒是廣島口味。
- 喜歡的男性類型為明亮開朗、以家為重的男人。
- 喜歡的歌手是椎名林檎和愛的魔幻。

## 演出作品

### 電影
- ZOO「SEVEN ROOMS」（2005年3月19日公開）飾演ROOM7の女。
- 纪子的餐桌（2006年9月23日公開）飾演島原ユカ。
- 澀谷區圓山町（日语：渋谷区円山町#映画）（2007年3月17日公開）飾演瀬田。
- 東京大歌廳（2007年5月12日公開）。
- 轉轉（2007年11月10日公開）飾演ふふみ。
- 夕陽映照下之少女（日语：夕映え少女 (映画)#イタリアの歌）「義大利之歌」（2008年1月26日公開）。
- 我的機械人女友（2008年5月31日公開）飾演ミエ。
- 消失的光陰（日语：きみの友だち#映画）（2008年7月26日公開）飾演花井恭子。
- 蛇信與舌環（2008年9月20日公開）飾演ルイ。
- 重力小丑（2009年5月23日公開）飾演夏子。
- 賭博默示錄：人生逆轉遊戲（2009年10月10日公開）飾演石田裕美。
- 一切都變成了大海（日语：すべては海になる#映画）（2010年1月23日公開）飾演椚しず子。
- 殺戮都市（2011年1月29日公開）飾演小島多惠。
- 婚前特急（2011年4月1日公開）飾演池下千惠。
- 殺戮都市：完美抉擇（2011年4月23日公開）飾演小島多惠。
- 泡吧偵探（日语：探偵はBARにいる）（2011年9月10日公開）飾演近藤惠。
- 山茶花（日语：カメリア (映画)）「kamome」（2011年10月22日公開）。
- 賭博默示錄2：人生奪回遊戲（2011年11月5日公開）飾演石田裕美。
- 機器老男孩（ROBO-G，2012年1月14日公開）飾演佐々木葉子。
- 不道德的秘密（2012年1月14日公開）飾演ミキ。
- 愛，一直都在 前篇（2012年3月17日公開）・後篇（2012年4月21日公開）飾演高橋七美。
- 横道世之介（2013年2月23日公開）飾演与謝野祥子。
- 神探伽利略 真夏方程式（2013年6月29日公開）飾演岸谷美砂。
- 百合心（日语：ユリゴコロ#映画）（2017年9月23日公開）飾演美紗子。
- 檢方的罪人（2018年8月24日公開）飾演橘沙穂。
- 想見你的愛（日语：ただ君だけ#リメイク（日本版））（2020年10月23日公開）飾演柏木明香里。

### 電視劇
- 2006年 時效警察 第6集（2006年2月，朝日電視台）：飾演 真弓
- 2006年 犯罪少年（日语：チルドレン）（2006年5月，WOWOW）：飾演 高中時期的青木美春
- 2006年 PS -羅生門-（日语：PS -羅生門-） 第2集（2006年7月，朝日電視台）：飾演 園田
- 2006年 いい女（2006年，TBS）：飾演 中村美香
- 2007年 素晴らしい世界（日语：素晴らしい世界）（2007年8月，北海道電視台）：飾演 小日向結花
- 2007年 別開玩笑！ 第8集（2007年6月，TBS）
- 2007年 世界奇妙物語 2007秋特別篇 倒計時（｀07秋の特別編 カウントダウン，2007年10月2日，富士電視台）：飾演 中里
- 2008年 明天的喜多善男（2008年1月－3月，關西電視台）：飾演 宵町
- 2008年 篤姬 第4、12集（2008年，NHK大河劇）：飾演 於哲
- 2008年 和绀野一起玩吧（日语：紺野さんと遊ぼう）（2008年3月－4月，WOWOW）：飾演 紺野美雪
- 2008年 安部禮司（日语：NISSAN あ、安部礼司〜BEYOND THE AVERAGE#テレビドラマ「アベレイジ」）（2008年3月28日，富士電視台）：飾演 宇宙人／女客（5）
- 2008年 太陽與海的教室（2008年7月－9月，富士電視台）：飾演 屋嶋燈里
- 2008年 禿子（トンスラ，2008年10月－12月，日本電視台）：飾演 柏葉
- 2008年 安部禮司2（日语：NISSAN あ、安部礼司〜BEYOND THE AVERAGE#テレビドラマ「アベレイジ」）（2008年10月11日，富士電視台）：飾演 B子
- 2008年 衝浪餐廳（日语：the波乗りレストラン）（2008年11月，日本電視台）：飾演 三崎
- 2008年 （2008年12月14日，關西電視台）
- 2009年 Love Shuffle（2009年1月－3月，TBS）：飾演 早川海里
- 2009年 毛骨悚然撞鬼經驗 血染旅館（血ぬられた旅館，2009年2月3日，關西電視台）：飾演 安田萌
- 2009年 白之春（2009年4月－6月，關西電視台）：飾演 西田栞
- 2009年 新面探型男（日语：イケ麺そば屋探偵〜いいんだぜ!〜） 第5集（イケ麺そば新屋探偵～いいんだぜ！～，2009年8月1日，日本電視台）：飾演祖師谷
- 2009年 東京DOGS（2009年10月－12月、富士電視台）：飾演 松永由岐
- 2010年 美丘-你在此的每天-（2010年7月－9月，日テレ電視台， NTV）：飾演 峰岸美丘（主演）
- 2011年 我不能戀愛的理由（2011年10月－12月，富士電視台）：飾演小倉咲
- 2012年 吸血鬼檢察官2（뱀파이어 검사，2012年9月－11月，韓國OCN）：飾演 Luna
- 2013年 神探伽利略2（2013年4月－6月，富士電視台）：飾演 岸谷美砂
- 2014年 花子與安妮（2014年3月－9月，NHK晨間劇）：飾演 村岡花子（主演）
- 2015年 ZIP（2015年10月）
- 2016年 大逆走（2016年7月，WOWOW）
- 2017年 東京白日夢女（2017年1月－3月，日本電視台）：飾演 鎌田倫子（主演）
- 2018年 正義之凜（日语：正義のセ）（2018年4月－6月，日本，日本電視台）：飾演 竹村凜凜子（主演）
- 2019年 我要準時下班（2019年4月－6月，TBS）：飾演 東山結衣（主演）
- 2020年 不知道也無妨（知らなくていいコト，2020年1月－3月、日本電視台）：飾演 真壁凱特（主演）
- 2020年 危險的維納斯（危険なビーナス，2020年10月－12月，TBS）：飾演 矢神楓
- 2021年 最愛（2021年10月－12月，TBS）：飾演 真田梨央（主演）
- 2022年 風啊暴風雨啊（日语：風よ あらしよ）（2022年3月31日，NHK BS8K / 2022年9月，NHK BS Premium、NHK BS4K）：飾演 伊藤野枝（主演）
- 2023年 星降的夜晚（2023年1月－3月，朝日電視台）：飾演 雪宮鈴（主演）
- 2024年 致光之君（2024年1月－12月，NHK大河劇）：飾演 紫式部（主演）

### 電視動畫
- 道子與哈金 第13集（ミチコとハッチン，2009年）飾演ヴァネッサ・リー。

### 電視廣告
- 花王株式會社ハミング。
- 神戸製鋼集團企業廣告（2006年）。
- NTT DoCoMo関西 企業廣告。
- 住友生命保険相互会社四つ葉のクローバー篇。
- 任天堂プレス発表会用PV。
- 日本工学院クリエイターズ篇。
- 日本肯德基チキンフィレサンド「Let's　フィレサンド」篇。
- 益力多タフマン。
- MINI STOPいちごミルフィーユパフェ。
- Suntory三得利torys highball

### PV
- FLOW-ありがとう。
- 福山雅治-螢。
- アナ「WEST」
- moumoon 「Destiny」
- monobright 「DANCING BABE」
- IsamU 「Only」

## 書籍
- 吉高由里子写真集（撮影:橋本雅司、集英社、2008年9月1日、 ISBN 978-4-08-780505-5）
- 吉高由里子のあいうえお（著:吉高由里子、写真撮影:大森克己、リトルモア、2008年9月1日、 ISBN 978-4-89815-246-1）

## 得獎紀錄
| 年份 | 大賞名稱                 | 獎項       | 作品         | 備註  |
| ---- | ------------------------ | ---------- | ------------ | ----- |
| 2007 | 第28屆橫濱電影節         | 最佳新人獎 | 紀子出租中   |       |
| 2008 | 第32回日本電影學院獎     | 最佳新人獎 | 蛇信與舌環   | [ 2 ] |
| 2008 | 第51屆日本藍絲帶獎       | 最佳新人獎 | 蛇信與舌環   | [ 3 ] |
| 2008 | 第18屆日本電影影評人大獎 | 最佳新人獎 | 蛇信與舌環   |       |
| 2008 | 第23屆高崎電影節         | 最佳女配角 | 你的朋友     |       |
| 2011 | 第33屆横濱電影節         | 最佳女主角 | 婚前特急     |       |
| 2013 | 第77回日劇學院賞         | 最佳女配角 | 神探伽利略2  |       |
| 2013 | 第68回每日電影獎         | 最佳女配角 | 横道世之介   |       |
| 2014 | 第82回日劇學院賞         | 最佳女主角 | 花子與安妮   |       |
| 2017 | 第41回日本電影學院獎     | 優秀女主角 | 百合心       |       |
| 2019 | 第16回CONFiDENCE日劇大獎 | 最佳女主角 | 我要準時下班 |       |
| 2019 | 第101回日劇學院賞        | 最佳女主角 | 我要準時下班 |       |
| 2021 | 第110回日劇學院賞        | 最佳女主角 | 最愛         | [ 4 ] |
| 2022 | 東京國際戲劇節           | 最佳女主角 | 最愛         |       |
| 2024 | 第122回日劇學院賞        | 最佳女主角 | 致光之君     |       |

## 注解
1. ↑  . 日本アカデミー賞協會. 2009-02-20  [2017-06-24]. 原始内容存档于2020-03-03.
2. ↑  . 報知新聞社. 2009-02-03  [2017-06-24]. 原始内容存档于2010-07-26.
3. ↑  . 蘋果新聞網. 2022-02-23  [2022-03-03]. （原始内容存档于2022-05-01）.

## 外部連結
- 吉高由里子的官方網站 （页面存档备份，存于）
- 吉高由里子的Facebook專頁（日語）
- 吉高由里子的X（前Twitter）（日語）
- 吉高由里子在互联网电影资料库（IMDb）上的資料（英文）